# Jennifer Reeder (historiadora)
Jennifer Reeder é uma historiadora e escritora que actualmente é a especialista em história das mulheres do século XIX no Departamento de História da Igreja (CHD) da Igreja de Jesus Cristo dos Santos dos Últimos Dias (Igreja SUD).
Reeder formou-se na Brigham Young University, na Arizona State University e na New York University. Ela trabalhou na Sociedade Histórica de Nova York, nos Arquivos e Bibliotecas do Museu de Brooklyn, na Sociedade Histórica Judaica Americana, na Quarta Sociedade Universalista no Arquivo da Cidade de Nova York e no Instituto Joseph Fielding Smith de História da Igreja. Ela tem um PhD em história americana pela George Mason University, com especialização em história da mulher.

## Departamento de História da Igreja
Quando Reeder começou a trabalhar no CHD em 2013, ela tornou-se numa das primeiras historiadoras contratadas para se especializar em história da mulher. Durante o seu tempo no CHD, a Igreja SUD viu o papel das mulheres expandir-se e evoluir. Isso inclui orações feitas por mulheres na conferência geral da igreja, posições de liderança em conselhos executivos e textos sobre a Mãe Celestial. Reeder foi colaboradora de Os primeiros cinquenta anos da Sociedade de Socorro, uma coleção de documentos originais que explora a história da Sociedade de Socorro do século XIX - a organização de mulheres da Igreja SUD. Em 2017, Reeder colaborou com Kate Holbrook como editoras em No Púlpito: 185 Anos de Discursos das Mulheres SUD para documentar orações públicas e pregações de 54 mulheres da Igreja SUD - incluindo informações biográficas e o contexto do material.